# Trichostomum leptotheca
Trichostomum leptotheca är en bladmossart som beskrevs av C. Müller 1868. Trichostomum leptotheca ingår i släktet lansettmossor, och familjen Pottiaceae. Inga underarter finns listade i Catalogue of Life.